# Jean Henri Prosper Pouget
Pour les articles homonymes, voir Pouget.
Jean Henri Prosper Pouget (dit Pouget fils) est un joaillier et ornemaniste, mort en 1769. Il publia des ouvrages sur la taille des pierres en joaillerie et sur l’ornementation à base de chiffres entrelacés.
Il demeure à Paris sur l'Île du Palais, quai des Orfèvres à l'enseigne du « Bouquet de diamans » lorsque paraît, en 1762, son Traité des pierres précieuses.

## Œuvres

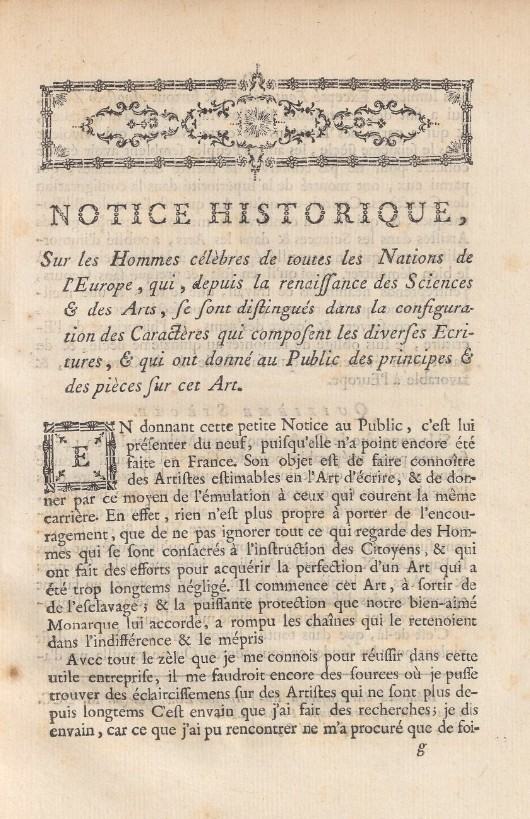
Début de la "Notice historique" sur les maîtres écrivains, 1767.

- Traité des pierres précieuses et de la manière de les employer en parure. Paris : l'auteur, 1762. 4°, 90 p. avec figures[1]. Numérisé sur Gallica.

- Dictionnaire de chiffres et de lettres ornées, à l'usage de tous les artistes, contenant les vingt-quatre lettres de l'alphabet.... Paris : N. M. Tilliard, 1767 (impr. Quillau). 4°, 60-CXIV p. + 207-33 pl. gr.[2]. Numérisé sur Gallica.

Son Dictionnaire de chiffres est intéressant à plusieurs titres : il comprend 
- une analyse historique sur chaque lettre de l'alphabet ;
- un dictionnaire des abréviations courantes ;
- des recherches sur les couronnes (qui figurent souvent au-dessus des chiffres) ;
- des notices biographiques sur les auteurs ayant écrit sur les chiffres et sur la cryptographie ;
- un Abrégé des principes des lettres mineures, majeures & capitales par Louis Rossignol ;
- une Notice historique sur les maîtres écrivains ;
- des éléments sur la manières d'écrire les nombres en plusieurs langues ;
- enfin le dictionnaire de chiffres, complété à la fin avec des ornements.

Aux pages XLIX-CI, la Notice historique, sur les hommes célèbres de toutes les nations de l'Europe, qui, depuis la renaissance des Sciences et des Arts, se sont distingués dans la configuration des caractères qui composent les diverses écritures, & qui ont donné au public des principes & des pièces sur cet art est en fait une contribution de Charles Paillasson et non de Pouget. C'est la première tentative en France pour rassembler ce qu'on savait sur les maîtres écrivains tant français qu'étrangers (italiens, néerlandais, espagnols). Paillasson déplore dans la préface que personne n'ait tenté avant lui de rassembler ces éléments, alors que l'art même de l'écriture est un des principaux vecteurs de la pensée. Ces notices ont été reprises par nombre d'auteurs et de dictionnaires.